# Delage (entreprise)
Pour les articles homonymes, voir Delage.
 (mars 2025).
Delage est une marque automobile française, fondée en 1905 par Louis Delâge à Levallois-Perret, rachetée par Delahaye en 1935, disparue en 1953, et refondée en 2019.
La refondation de la société Delage Automobiles est annoncée en octobre 2019 par l'association « Les Amis de Delage », créée en 1956 et propriétaire de la marque Delage, et par l'homme d'affaires français Laurent Tapie, avec la création d'une supercar française nommée Delage D12 dont la production est annoncée limitée à 30 exemplaires. Sa production démarre fin 2023 et les premières livraisons de la D12 sont prévues fin 2024.

## Historique

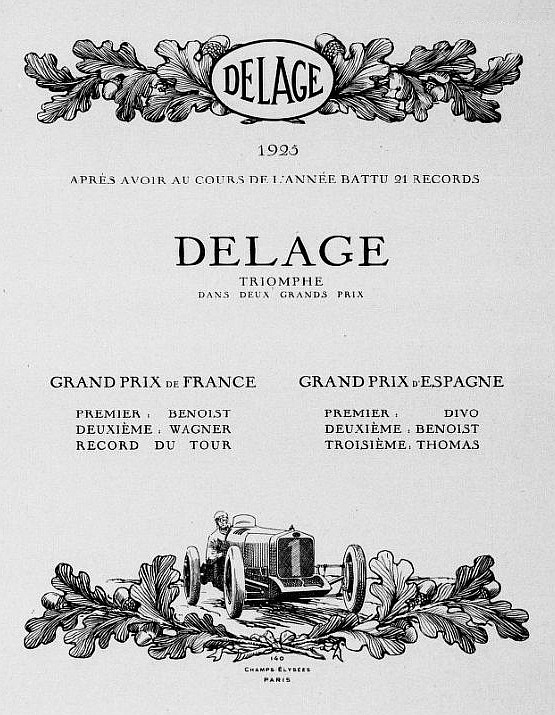
Publicité Delage pour l'année 1925.

Delage était réputée pour le raffinement technique de ses voitures de luxe, et pour ses résultats en compétition (Delage sport automobile), entre 1905 et 1953, soit quarante-huit années.

### Fondation

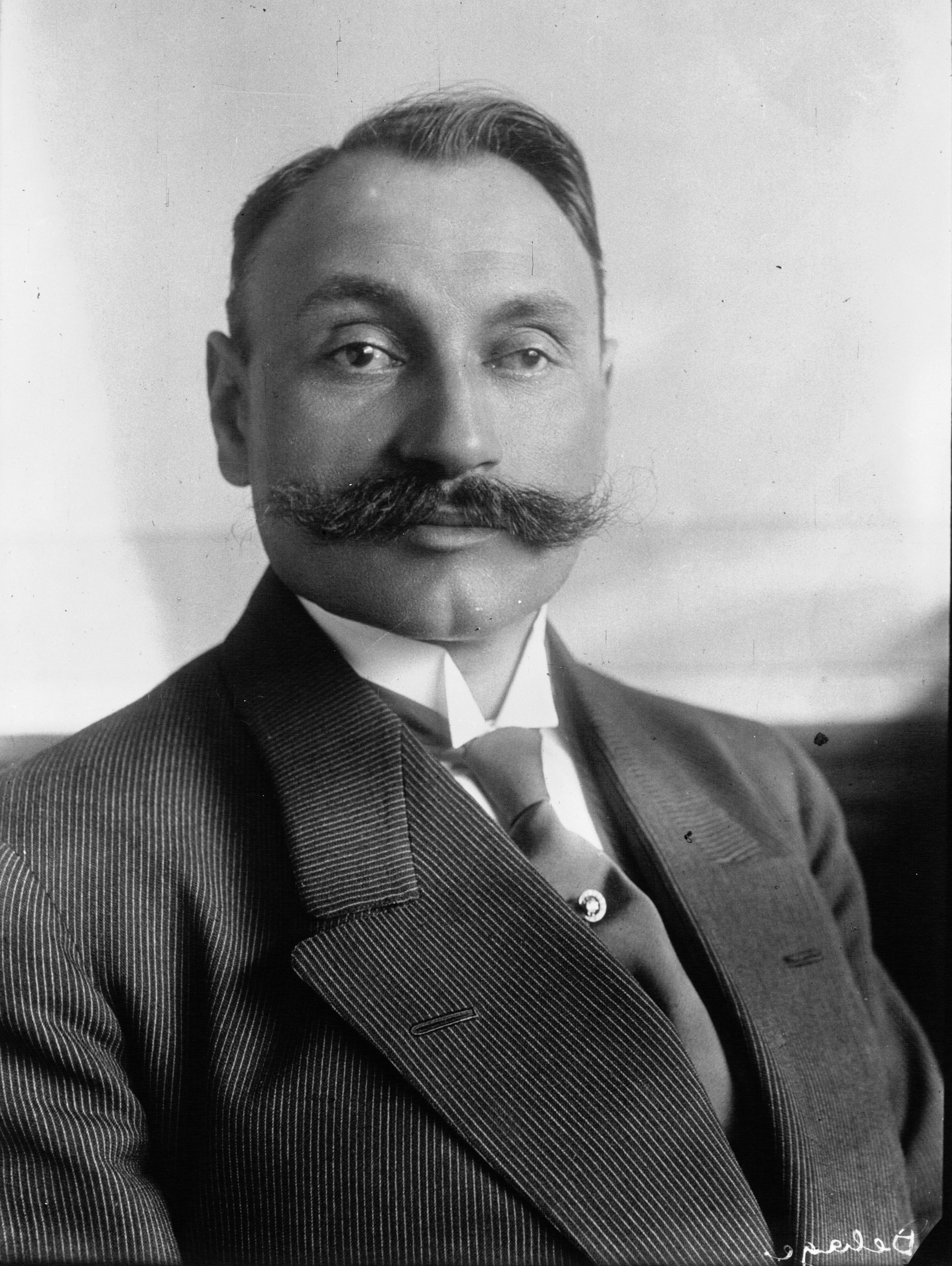
Louis Delâge, en 1914.

D'abord située rue Cormeille à Levallois-Perret, l'entreprise fut d'abord juste une usine d'assemblage, achetant des moteurs et des châssis à d'autres constructeurs pour les habiller avec des éléments de carrosserie. Le premier modèle est une voiturette Delage Type A de 1905 à moteur monocylindre De Dion-Bouton de 9 ch.
En 1907, le succès oblige l'usine à déménager dans la rue Baudin, toujours à Levallois-Perret pour s'agrandir sur 4 000 m2 d'atelier, et permet l'entrée en compétition de Delage sport automobile dans la Coupe des Voiturettes du journal sportif L'Auto.
En 1912, les usines déménagent de nouveau et s'installent à Courbevoie, 138 boulevard de Verdun (alors appelé « boulevard de Courbevoie »), dans des locaux plus vastes. Le moteur monocylindre a disparu et le 6-cylindres « maison » apparaît grâce au motoriste François Repusseau.

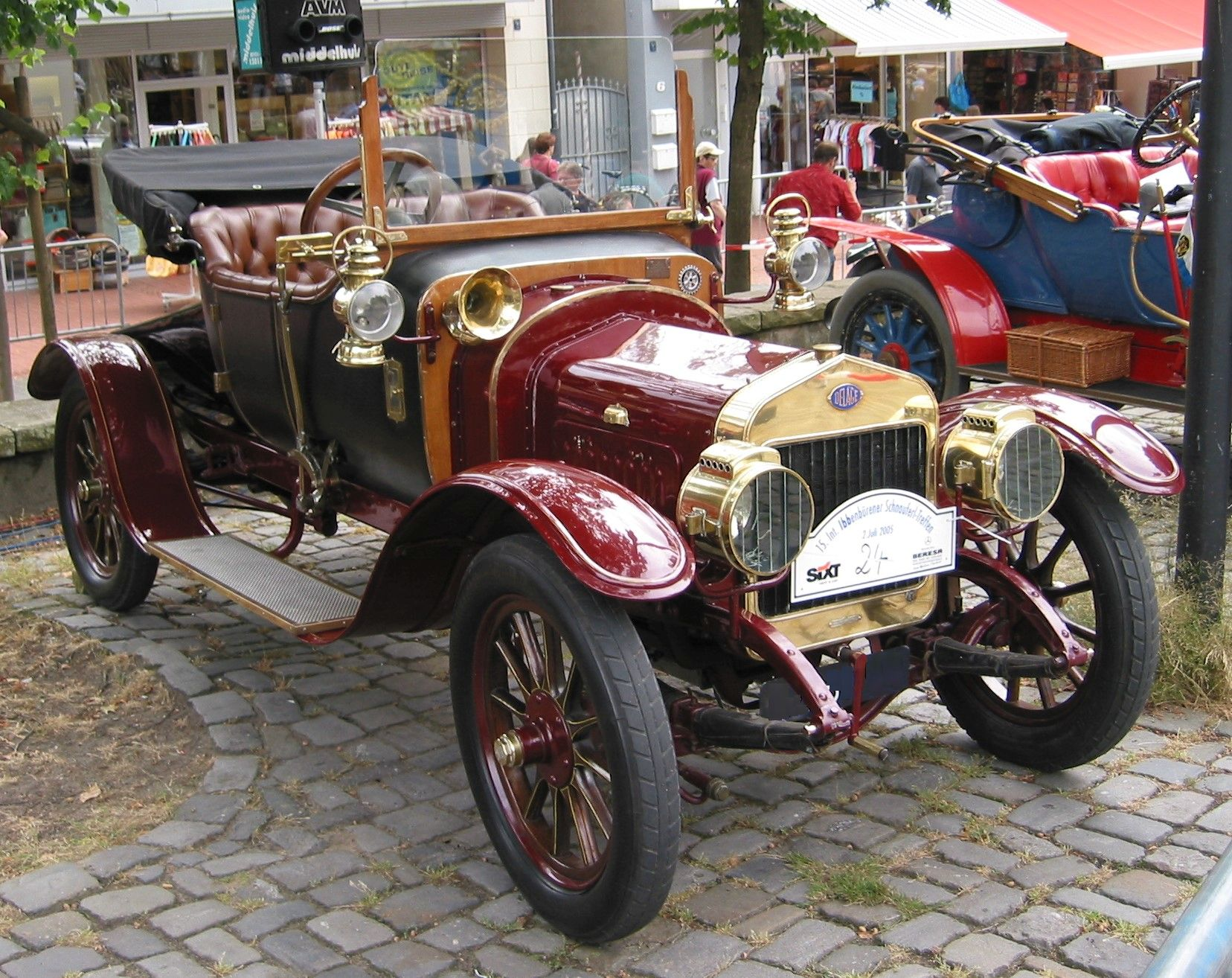
Delage Type AB (1910).

L'année suivante, des grands modèles sont lancés. La marque commence alors à remporter des courses importantes jusqu'au début de la Première Guerre mondiale.
En 1914, avec la guerre, la production de châssis avec moteurs pour voitures de tourisme est quasiment stoppée, à l'exception de quelques fabrications pour l'armée. La nouvelle usine de Courbevoie est transformée pour une utilisation militaire et va soutenir l'effort de guerre en produisant des obus, des camionnettes et des camions.
La qualité des obus reste fort éloignée de celle appliquée à la production automobile, on verra beaucoup de ces obus éclater à la figure des artilleurs qui tentaient de les tirer sur l'ennemi. Après la guerre Louis se verra décerner la légion d'honneur, sans qu'il se soit réellement distingué tandis que l'ingénieur Gaultier, responsable de la production des obus défectueux, écopera de cinq années de prison.

### Des modèles prestigieux
Après la Première Guerre mondiale, la marque Delage prospère avec son « Âge d'Or d'entre-deux-guerres » produisant des voitures de tourisme et de prestige et de luxe de grande qualité.

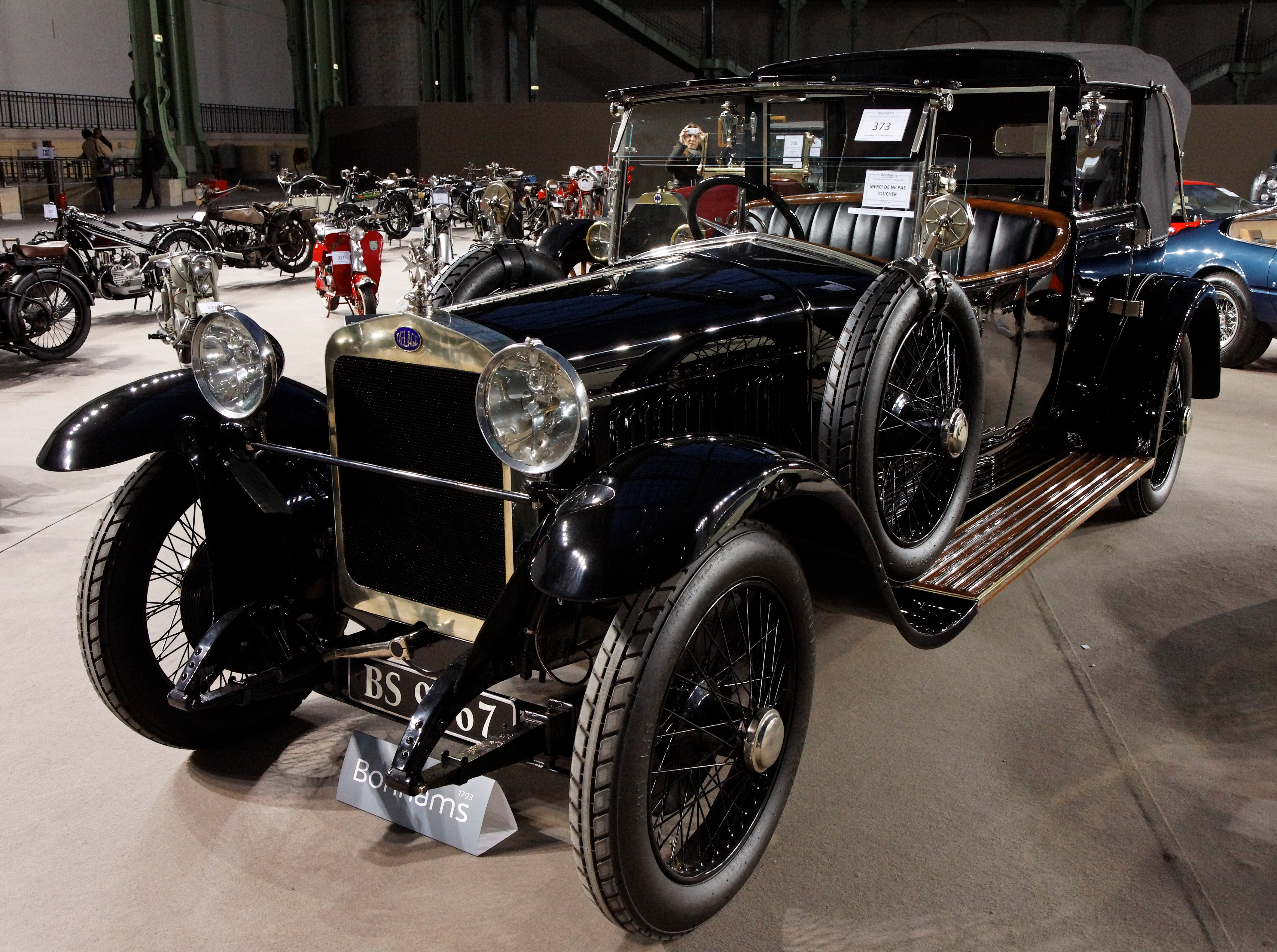
Delage Type CO coupé-chauffeur Salamanca (1920).

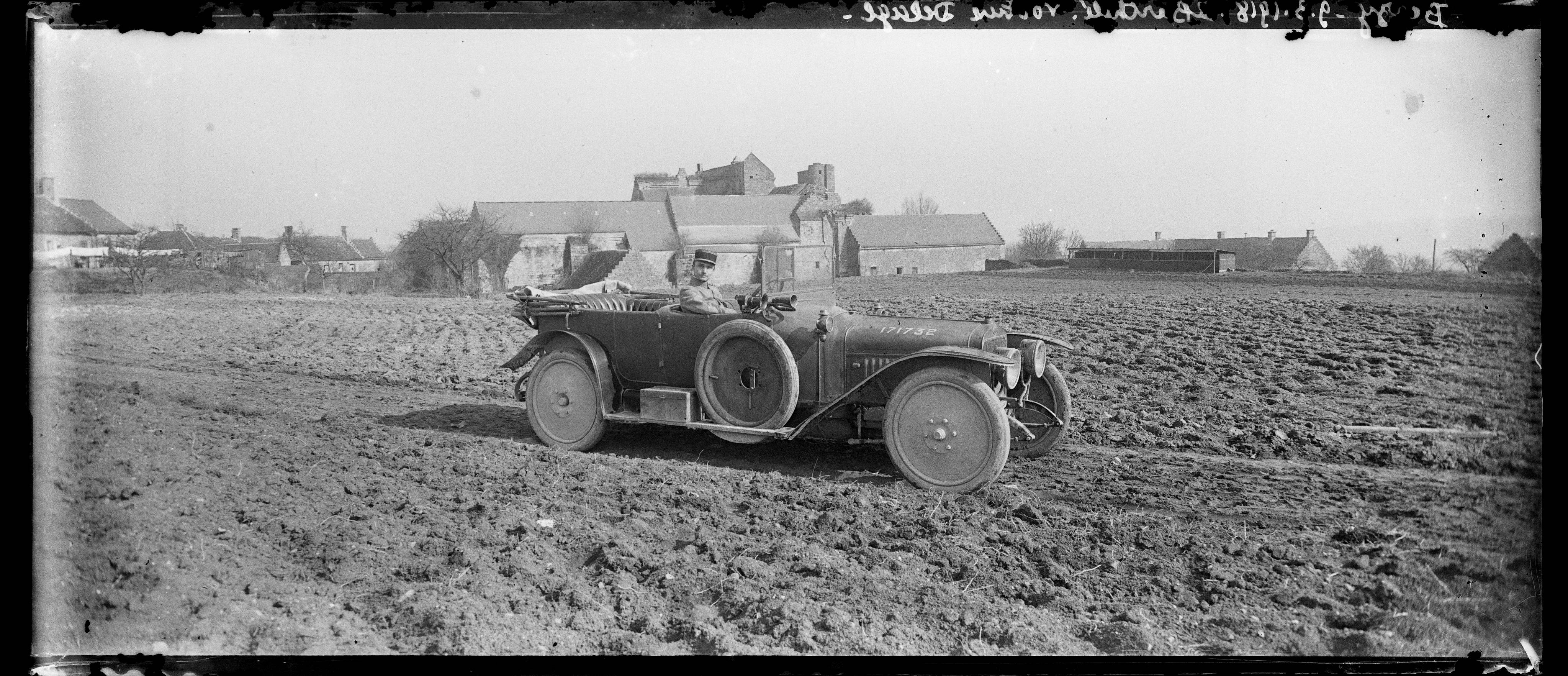
Photo Delage du 9 mars 1918.

En 1918, Delage commercialise la splendide Delage Type CO étudiée pendant le conflit et fabriquée pour l'armée à partir de 1916 : c'est la première voiture de tourisme avec des freins à l'avant. Grâce à ceux-ci et à son moteur 20 ch à 6 cylindres de 4 524 cm3, Louis Delâge fait la course Paris-Nice en 16 heures à 67 km/h de moyenne. Quatre autres raids suivront.
Ses voitures les plus abordables, sont les Delage Type DE et Delage Type DI. Toutes deux des 11 ch équipées de moteur 4 cylindres d'environ 2 litres de cylindrée. La réputée DI avec un moteur à cinq paliers et une distribution à soupapes en tête, fait progresser les mécaniques.

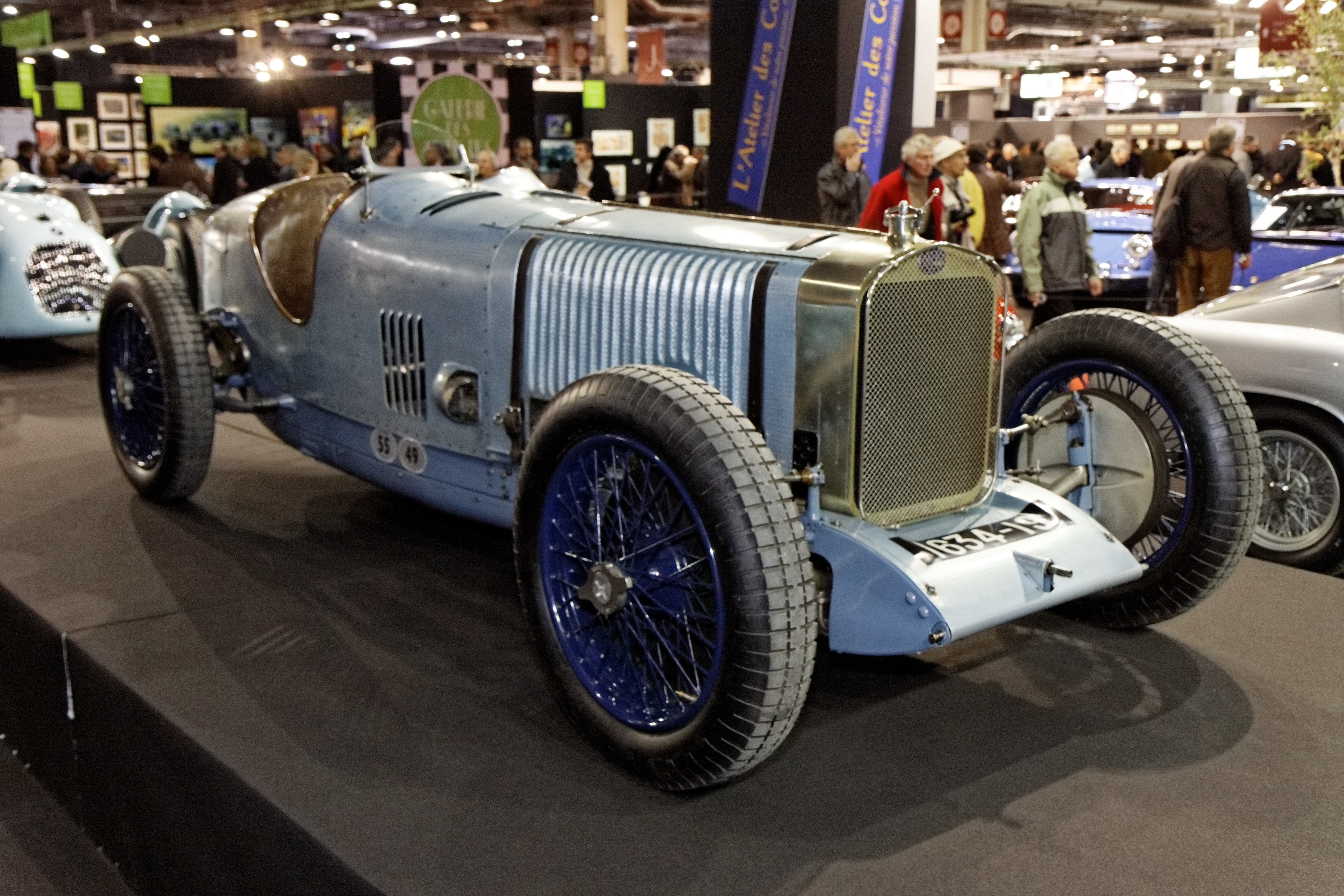
Delage 2LCV V12 (1922).

Louis Delâge tente aussi de rivaliser avec les Farman 40 CV, Gnome et Rhône 40 CV, Hispano-Suiza H6 et Renault 40 CV en sortant la GL (Grand Luxe) de 30 CV avec une certaine réussite. Le moteur de 5 954 cm3 est équipé d'un  arbre à cames en tête. Puis vient une nouvelle génération de moteur 6 cylindres sur la DM de 3 174 cm3 et la DR de 2 516 cm3. Ce châssis conçu par l'ingénieur Gautier, est le plus vendu de l'histoire de la marque.
En 1923, Louis Delâge veut revenir à la compétition à son plus haut niveau avec Delage sport automobile, et innove en construisant avec les ingénieurs-motoristes Charles Planchon et Albert Lory une fabuleuse Delage 2LCV motorisée par un des premiers moteur V12 automobile de l'histoire de l'automobile.

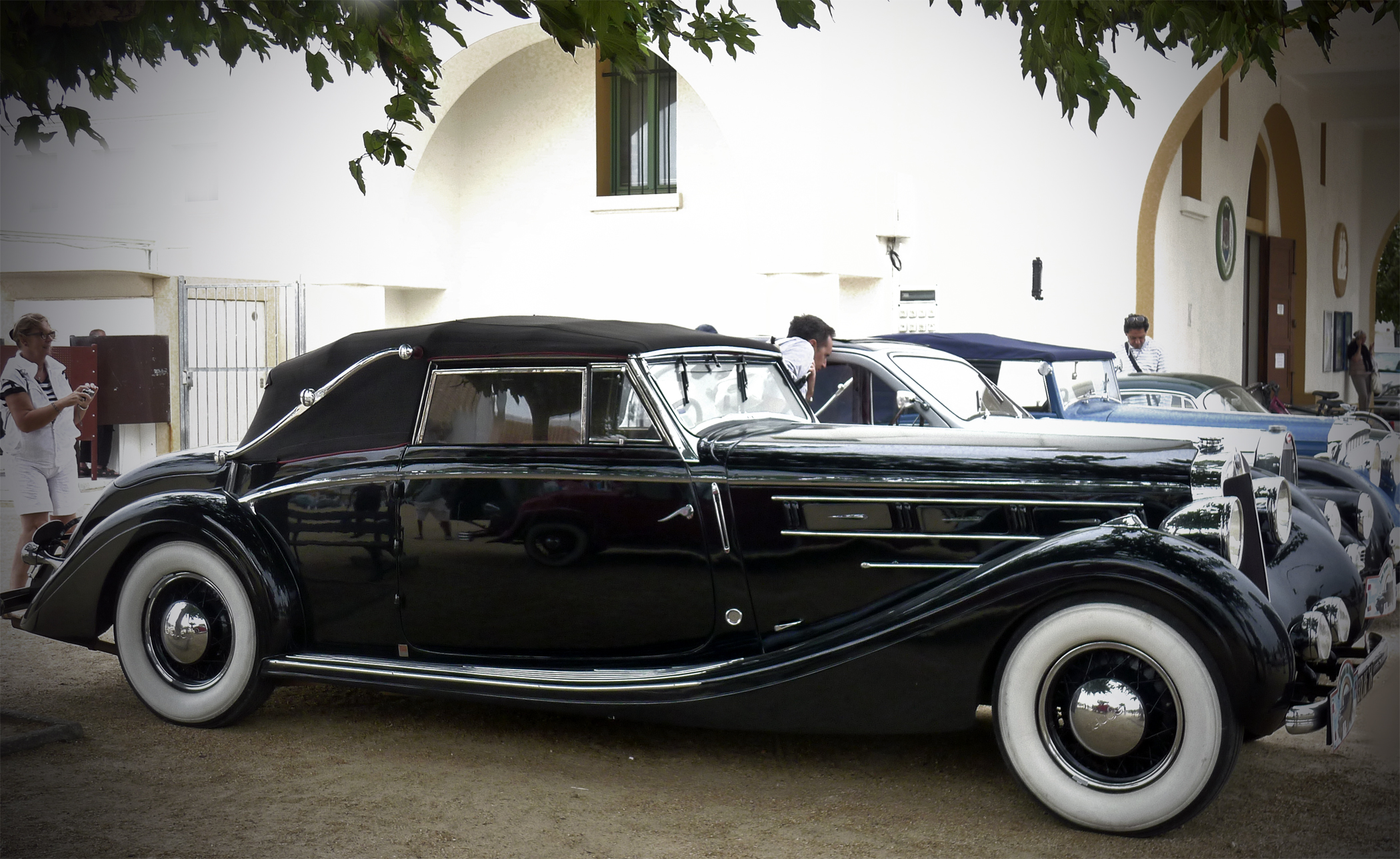
Delage D6 (1937).

Après des débuts prometteurs, grâce à l'évolution de cette voiture avec l'ingénieur Albert Lory, la marque va se couvrir de gloire en 1924 au Grand Prix d'Europe à Lyon et en 1925 au Grand prix de l'ACF à Montlhéry.
Parallèlement, pour renforcer une stratégie de communication basée sur le principe « la course automobile améliorant la technique et la production industrielle », il fait étudier aux ingénieurs Toutée et Planchon, trois voitures de courses de côte et de records à 6 cylindres et 12 cylindres.
L'une d'elles, la 12 cylindres en V DH de 10,5 litres va battre en 1924, le record du Monde de vitesse sur route et établit un nouveau record de vitesse terrestre à 230 km/h.
La production des véhicules de tourisme continue avec les versions S et SS de la DI. La DM s'adjoint la DM S et la DM L, toutes deux équipées du très beau 6 cylindres de 3 litres conçu par Maurice Gaultier.
Toujours passionné de compétition, Louis Delâge poursuit son programme et grâce au travail acharné de l'ingénieur Albert Lory et aux moyens techniques colossaux engagés par l'usine pour concevoir une voiture de 8 cylindres avec un moteur en ligne de 1 500 cm3.

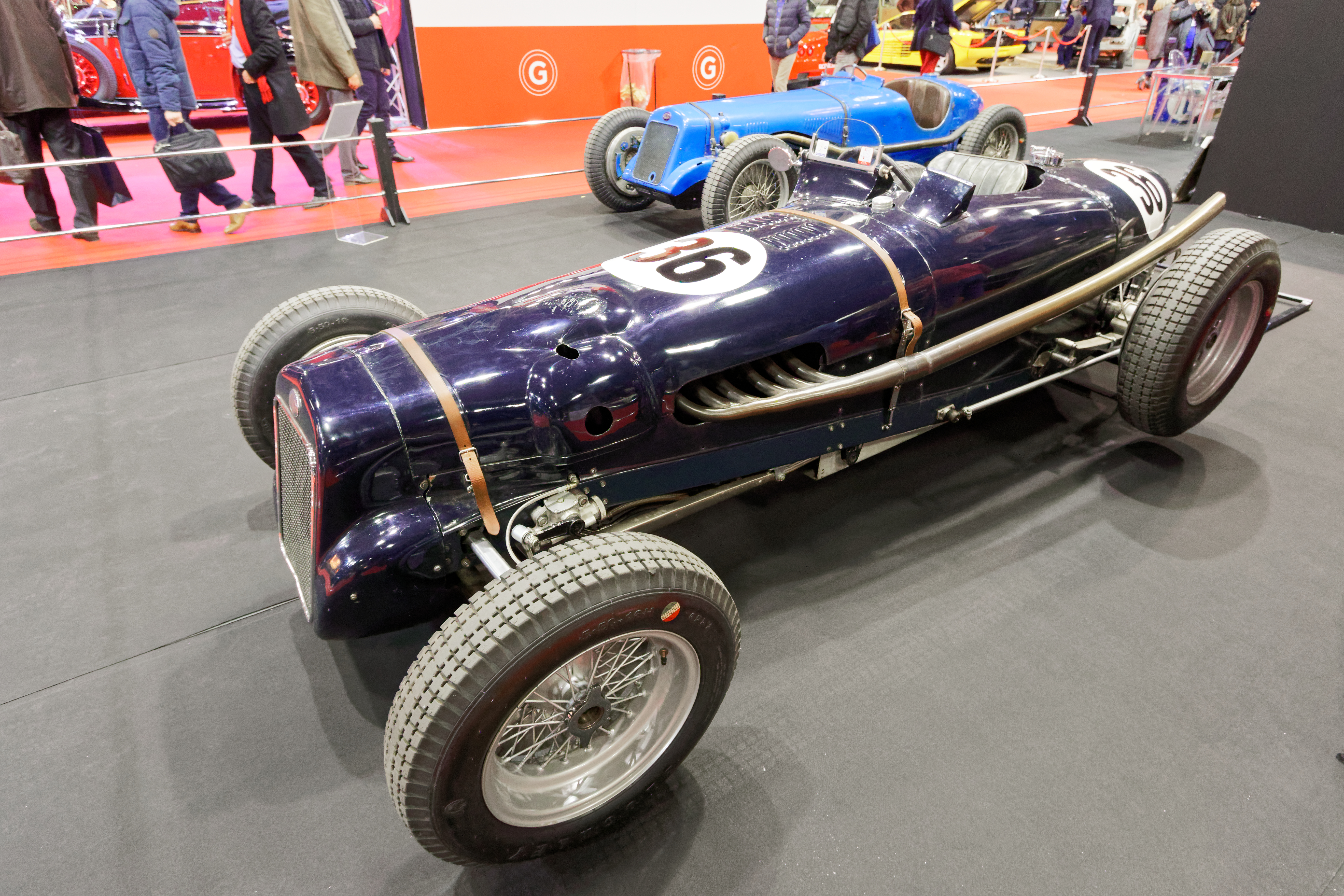
Delage 15 S 8 (1926).

Cette Delage 15.S.8 fiable et performante, menée par les pilotes français Louis Wagner et Robert Sénéchal, remporte dès 1926 le premier Grand Prix automobile de Grande-Bretagne. En 1927, la 15.S.8 pilotée par Robert Benoist va remporter les quatre Grands Prix européens de l'année, condition nécessaire pour que Delage devienne « Championnat du monde des manufacturiers ». De 1929 à 1932, John Cobb s'impose également près d'une dizaine de fois sur le circuit de Brooklands avec sa V12.

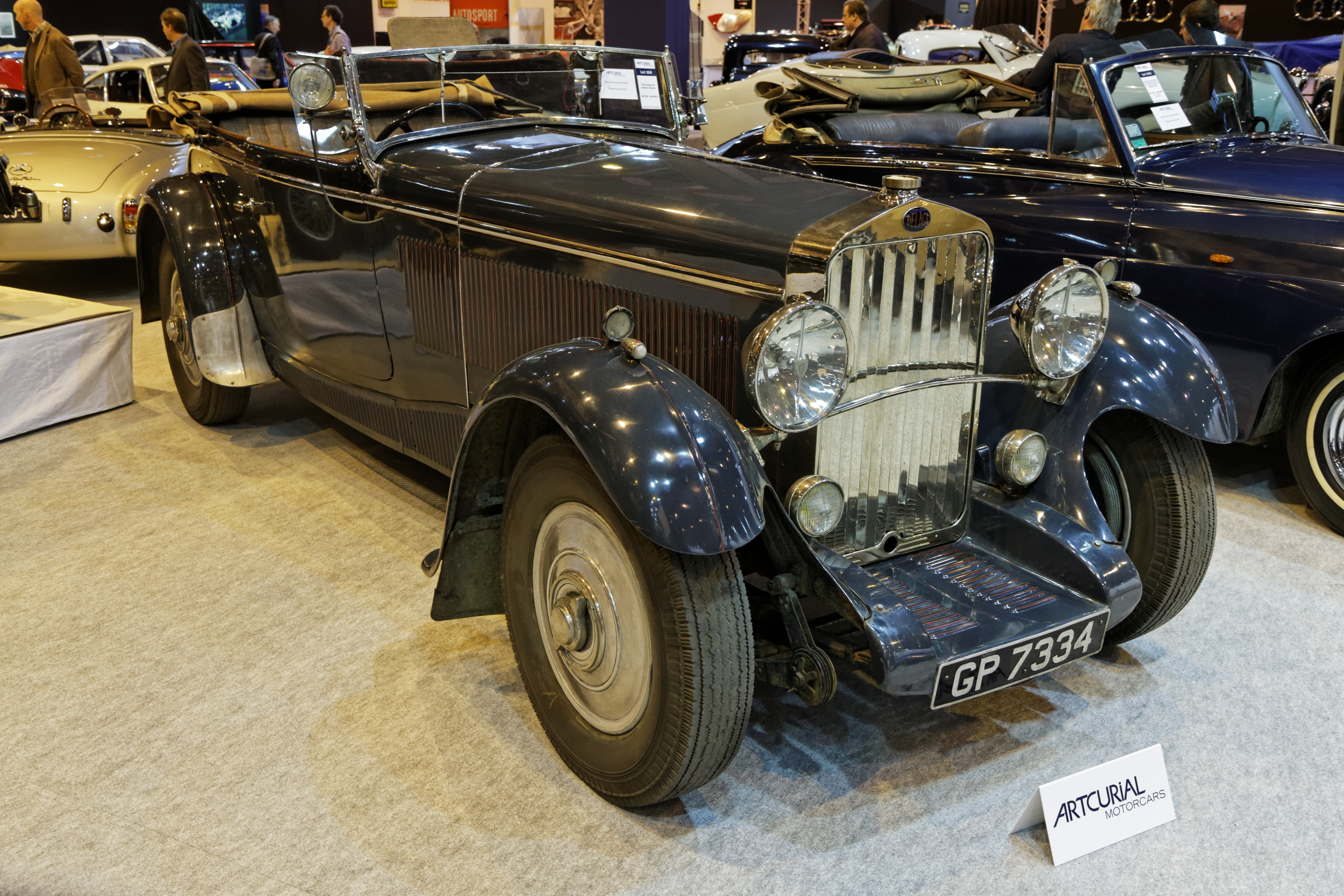
Delage D8 roadster Henri Chapron (1931).

En 1930, Louis Delâge est toujours attiré par le luxe et la « belle voiture ». Maurice Gaultier conçoit une 8 cylindres en ligne de 4 061 cm3, la Delage D8 qui évoluera en D8 S (Sport). C'est-elle qui restera dans l'esprit de beaucoup, comme « La Delage ». Les plus belles carrosseries habilleront ce châssis, dont Letourneur & Marchand, Henri Chapron, Jacques Saoutchik, Figoni & Falaschi, Marcel Pourtout et Delage remportera la première place dans la plupart des concours d'élégance.
À la suite du contrecoup de la crise économique de 1929, les difficultés dues aux méventes s'accumulent pour les fabricants de voitures de luxe. Louis Delâge entreprend néanmoins un vaste effort de renouveau technique, aidé par un groupe de concessionnaires et de banquiers. Rien n'y fait : la situation commerciale et financière de la firme est durement ébranlée.
Au Salon de l'auto de Paris 1932, arrive la D6-11, une 11 CV avec un petit 6 cylindres de 2 101 cm3, et un an plus tard, la nouvelle Delage huit cylindres : la D8-15 de 2 660 cm3.
Ces deux modèles, équipés de roues avant indépendantes et d'un moteur à la technique innovante ne suffiront pas à freiner la chute des ventes. Les derniers modèles qui voient le jour à Courbevoie sont les D6-65, D8-85 et D8-105, eux aussi techniquement très intéressants avec des freins hydrauliques, et conçus par le brillant ingénieur Arthur Michelat. Rien n'y fera et les [appuis] de Louis Delâge se dérobent les uns après les autres. La mise en liquidation volontaire de l'usine de Courbevoie est décidée le 20 avril 1935.

### Renaissance

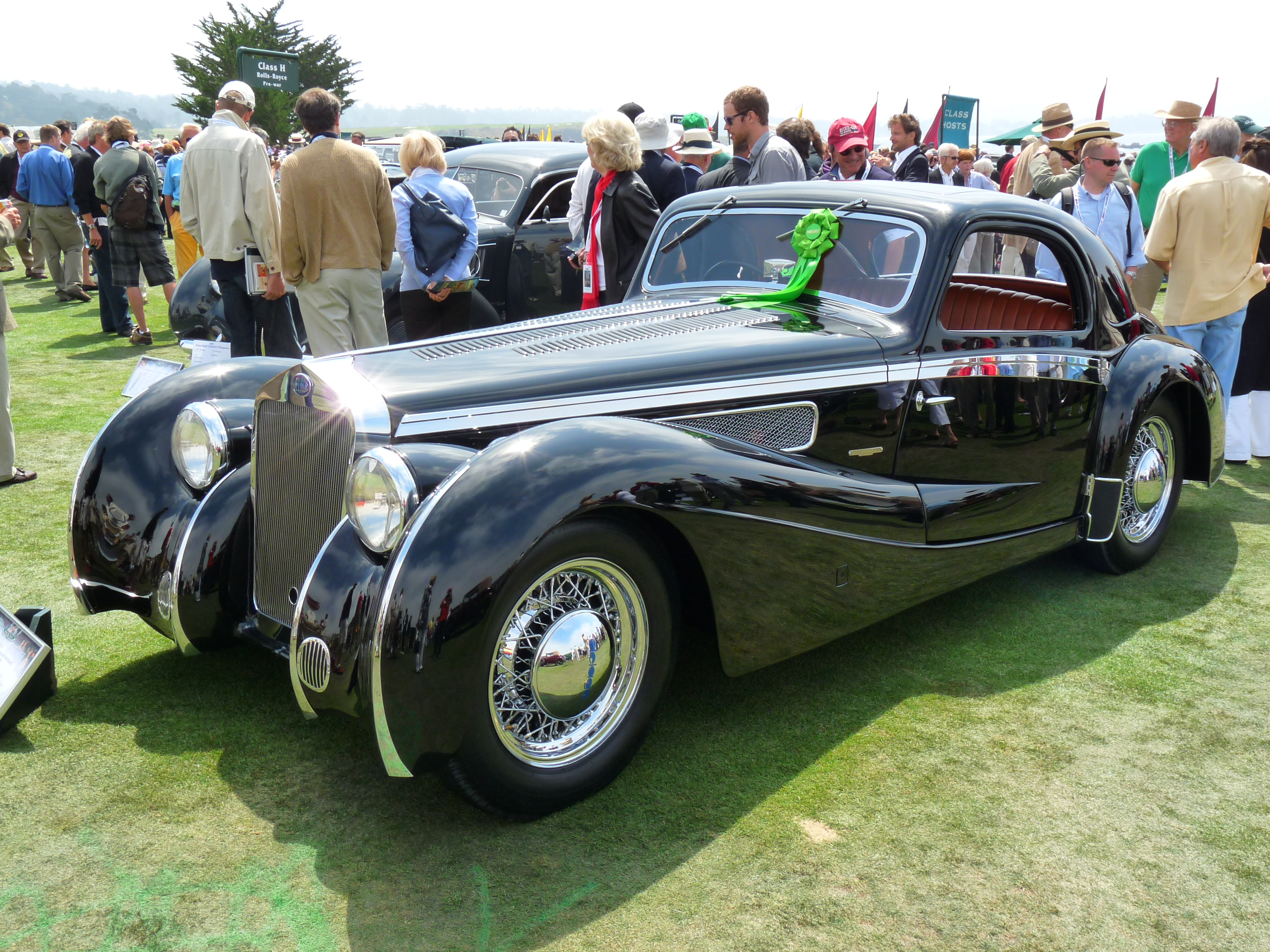
Delage D8-120 S coach Aérosport Letourneur & Marchand (1937).

En 1935, Louis Delâge ne voulant pas s'avouer vaincu, avait envisagé nombre de solutions pour sauver sa société, un nom qui s'était si brillamment illustré sur les circuits, et par la réputation de qualité de ses fabrications. Celles-ci vont reprendre grâce à l'homme d'affaires Walter Watney. Ainsi vont être créées par la « Société Nouvelle des Automobiles Delage » à partir de la production Delahaye, des automobiles parmi les plus réussies de la marque, une sorte de second « Âge d'or »…
Les Delage fabriquées chez Delahaye vont donner naissance au Salon 1935 à une gamme allant de la 4 cylindres DI-12 à la majestueuse D8-120 en passant par la 6 cylindres D6-70, voiture qui remportera un grand succès.

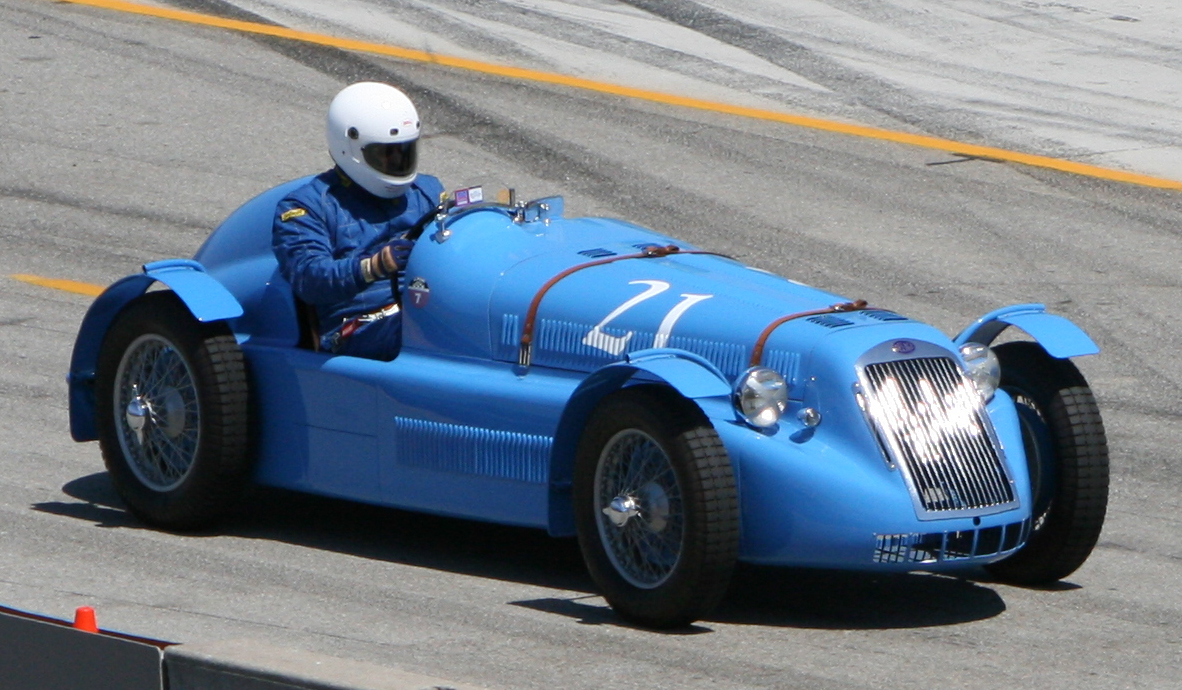
Delage D6-3 litres course 1946.

Toutes ces voitures, comme leurs devancières, vont porter la « touche Delage » et celles qui seront habillées par les plus grands carrossiers glaneront toutes les premières places dans les concours d'élégance.
La D6-70 sera déclinée en version « course » et l'on verra à nouveau briller le nom de Delage sur les circuits avec un certain succès.
Louis Delâge meurt en 1947. Après la Seconde Guerre mondiale, la Delage D6, six cylindres 3 litres, continue d'être produit au sein du groupe Delage-Delahaye, mais finalement le nom disparaît après le salon 1953.

### Disparition
Après la faillite de 1935, l'usine Delage de Courbevoie est fermée et son matériel vendu. Walter Watney, proche de Louis Delâge, créée la « Société Nouvelle des Automobiles Delage » ensuite appelée « Delage France », il négocie une licence pour la marque avec Delahaye qui produit les modèles Delage jusqu'à leur disparition fin 1953.
Walter Watney garde les droits sur la Marque Delage jusqu'à sa mort en 1970. En 1995, sa petite fille Christina-May Botteril, étend son enregistrement dans les classes des produits de luxe, en particulier la maroquinerie et les accessoires. La Société Denty rachètera ces droits de la marque Delage en 2011 et les enregistre dans tous les pays importants dans le monde pour devenir une véritable Maison de luxe de notoriété mondiale.
En 1956, un club est créé pour perpétuer le souvenir de Louis Delâge, l'image de la marque et fournir aux propriétaires de Delage un soutien logistique. En 1985 l'association « Les Amis de Delage » enregistre la marque dans la classe des automobiles en France.

### Refondation automobile

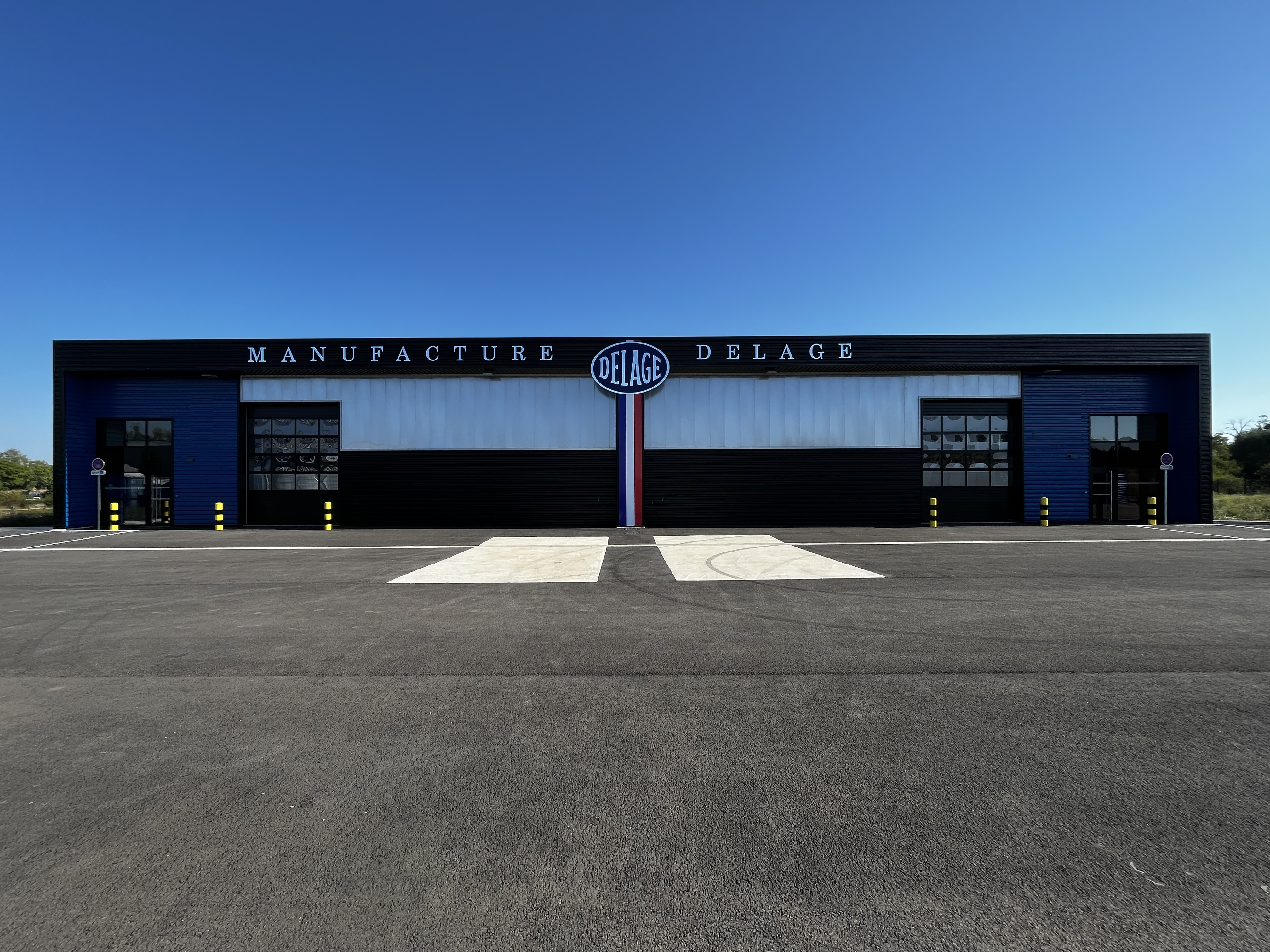
La Manufacture Delage à Magny-Cours.

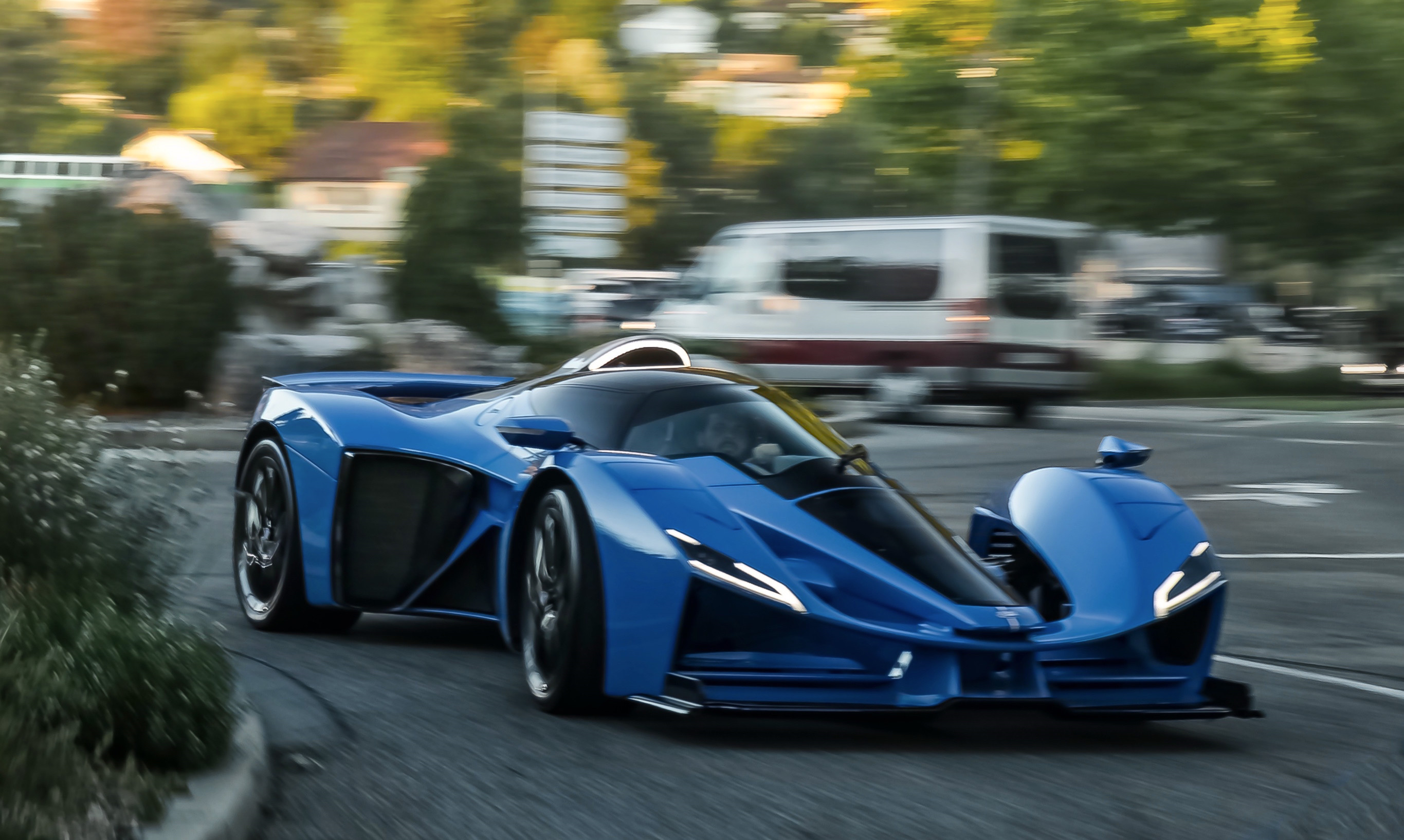
Une Delage D12 sur route ouverte, près d'Annecy.

Le 7 novembre 2019, au salon Époqu'auto de Lyon « Les Amis de Delage » et l'entrepreneur Laurent Tapie, fils de Bernard Tapie, annoncent avoir signé un accord pour relancer la marque Delage Automobiles. Laurent Tapie devient le président de Delage Automobiles.
La marque crée une nouvelle Delage D12, supercar hybride motorisée par un V12 atmosphérique de 850 ch, couplé à un moteur électrique de 150 ch, pour une puissance cumulée de 1 000 ch. Celle-ci est produite en France comme toutes les Delage. La nouvelle Manufacture est inaugurée en 2024 à Magny-Cours. Delage Automobiles s'est associé au pilote automobile Jacques Villeneuve comme pilote de développement du futur modèle de série. 
La voiture est présentée lors d'événements privés à Los Angeles et Orange County en Californie en décembre 2019, puis à Monaco en septembre 2020, Genève en novembre 2020, et Dubaï en décembre 2020.
En décembre 2020 la D12 est élue plus belle voiture du monde (Best design) aux Automobile Awards 2020/2021.
En juin 2022, la prototype roulant de la Delage D12 est présenté en première mondiale en Angleterre, au Goodwood Festival of Speed, puis en juillet 2022, il effectue ses premiers essais clients sur route ouverte à Annecy.
Delage a annoncé, dès sa renaissance, que son Hypercar Delage D12 serait produite à seulement 30 exemplaires à partir de deux millions d'euros.
Le 17 octobre 2023, la presse relate que quatre des trente modèles prévus sont déjà en construction, pour des premières livraisons prévues en 2024. Laurent Tapie déclare que le second modèle post refondation est en cours d'élaboration et qu'un troisième modèle est à l'étude.

## Compétitions

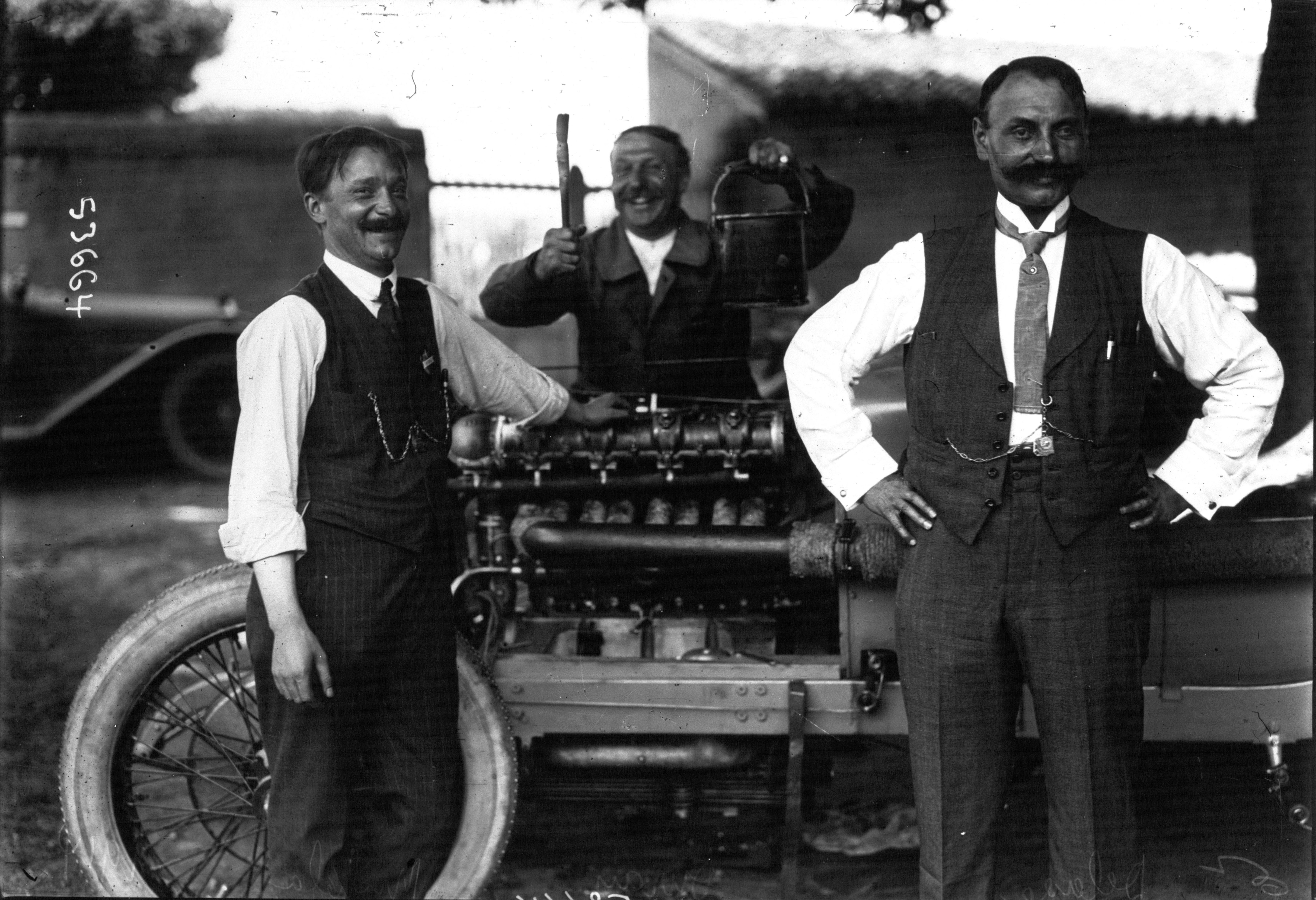
Louis Delâge, et ses pilote Arthur Duray et motoriste Arthur Michelat, au Grand Prix automobile de France 1914.

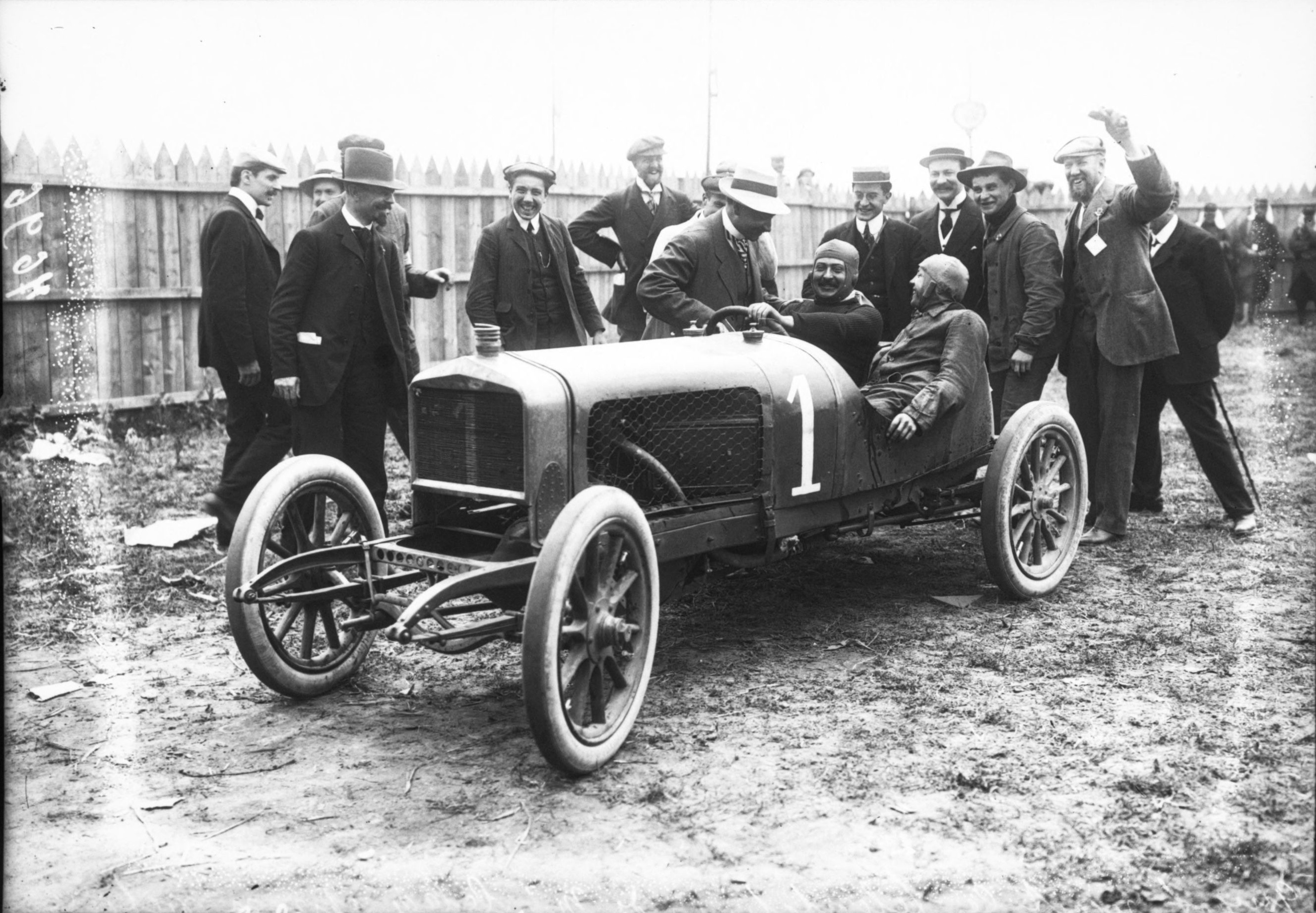
Albert Guyot, vainqueur du GP des voiturettes de Dieppe 1908.

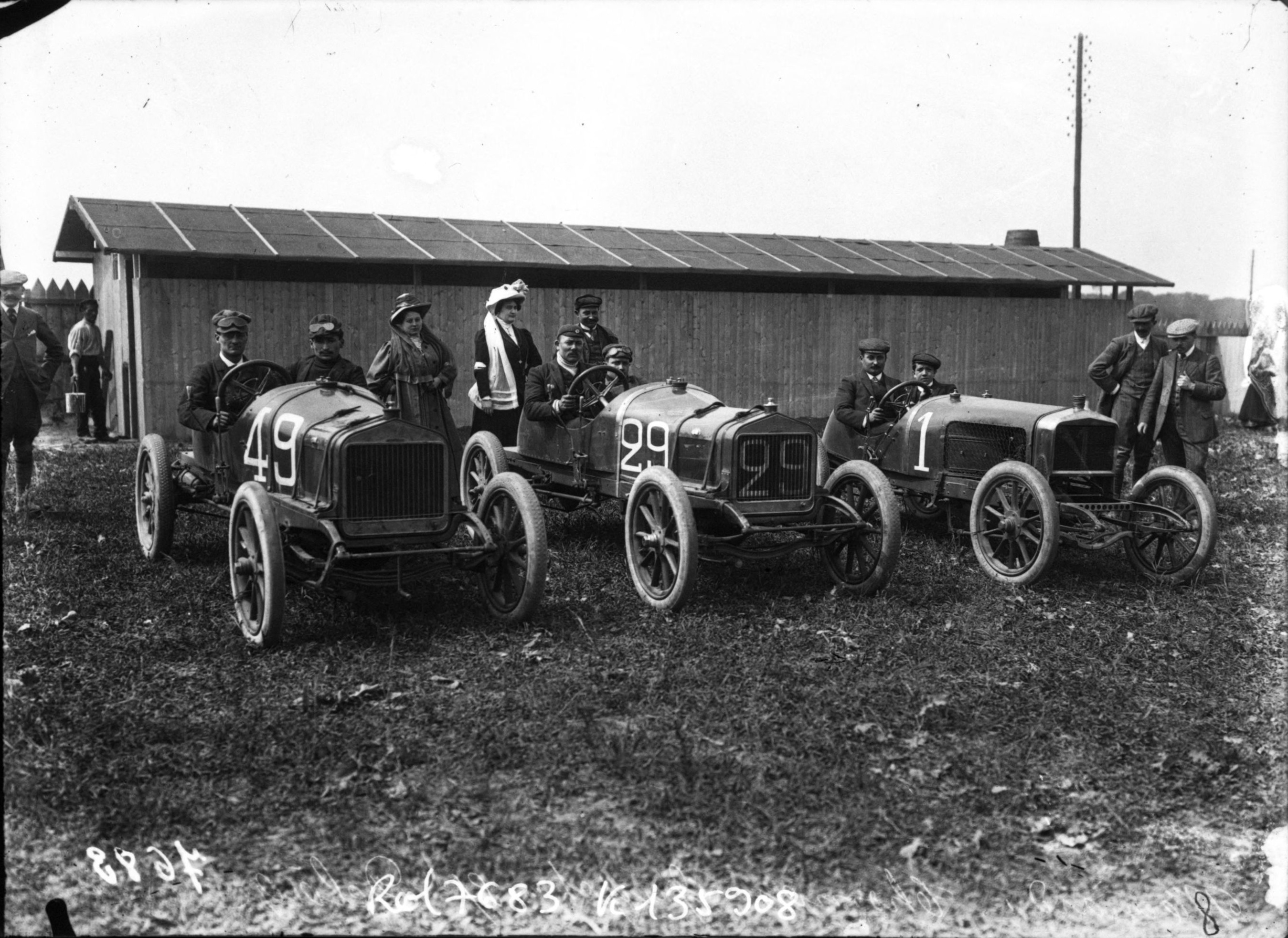
Lucas-Bonnard, René Thomas et Albert Guyot avant le Grand Prix des Voiturettes de Dieppe en 1908, sur leurs Delage.

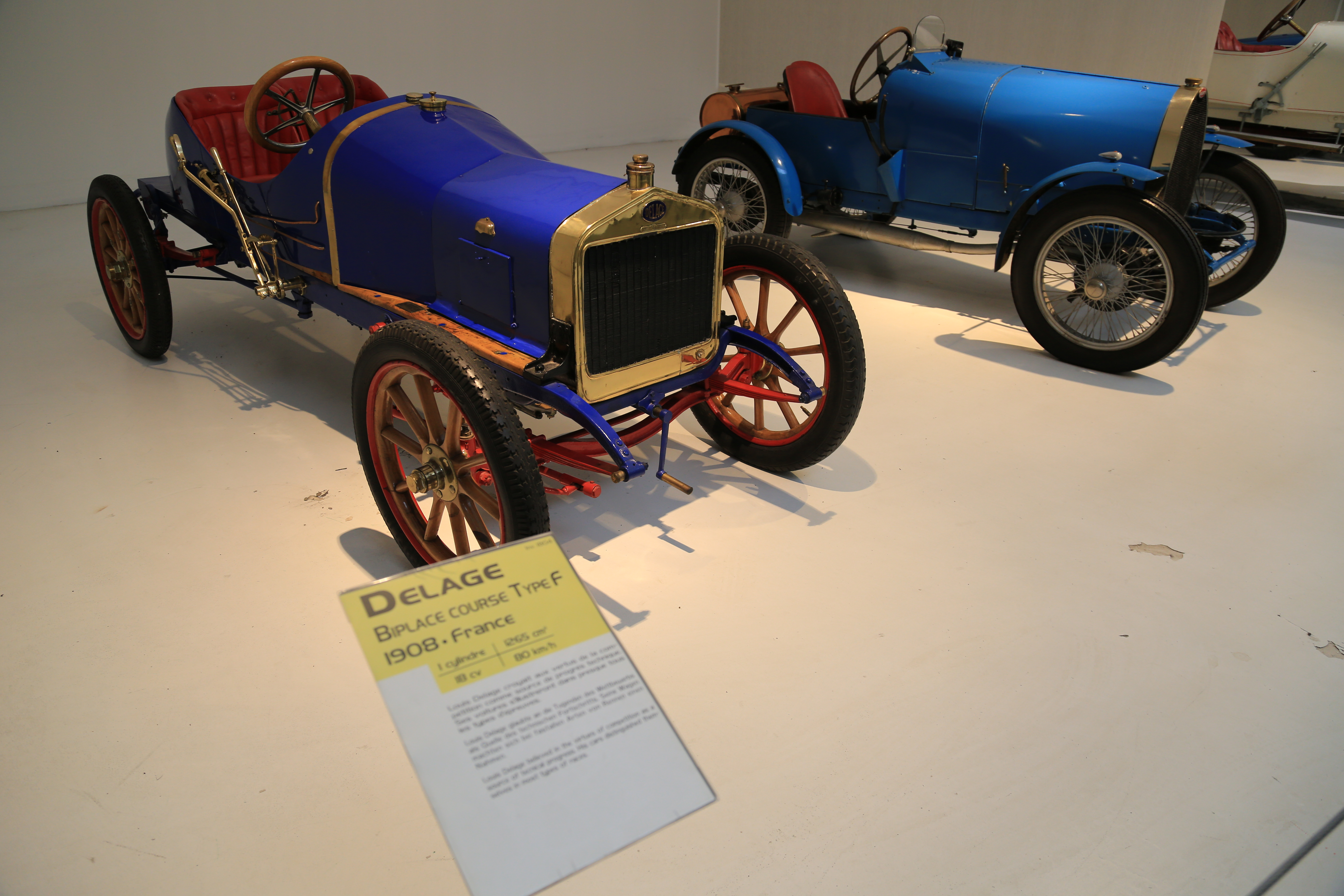
La Delage course de 1908, de nos jours.

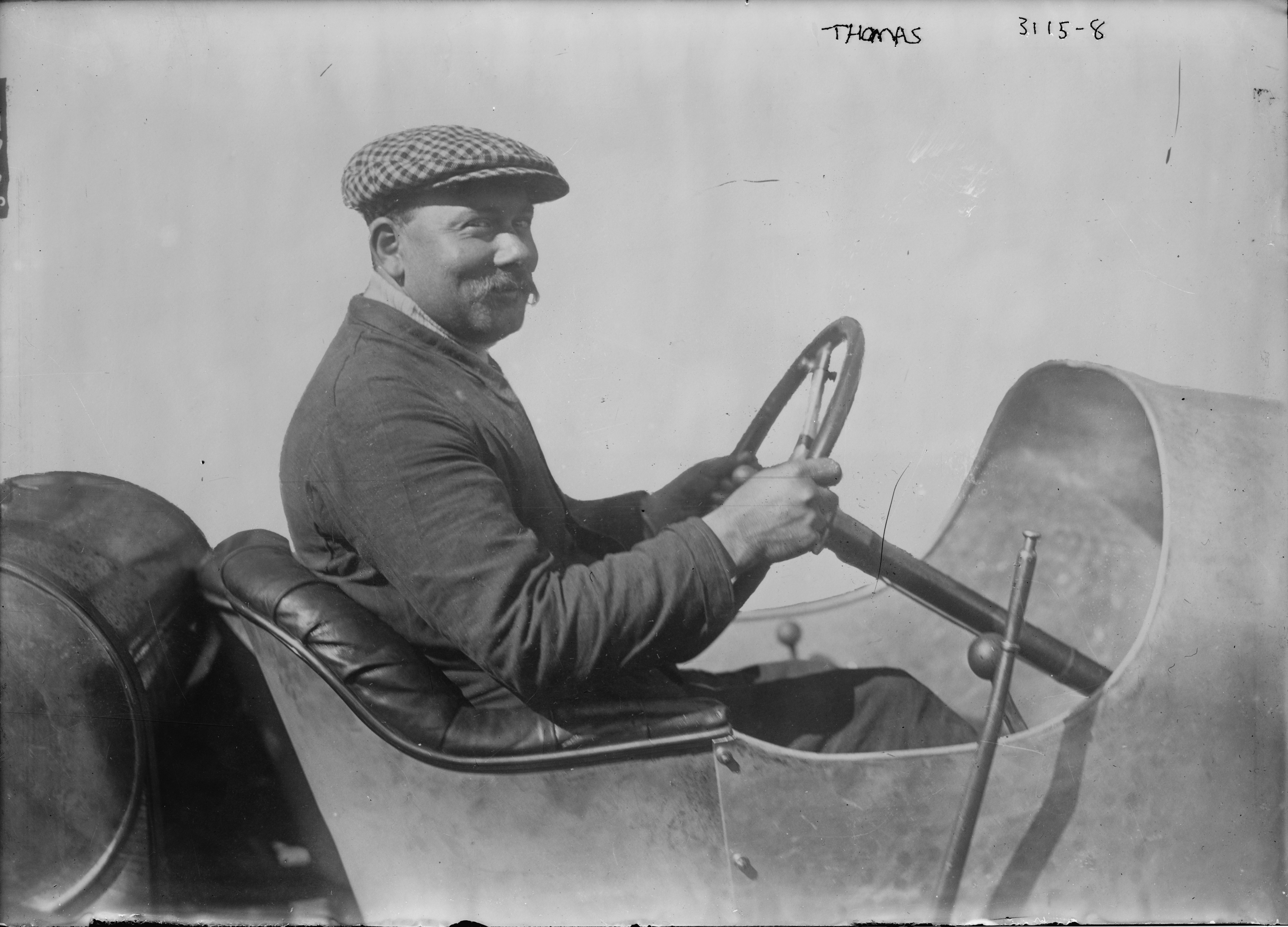
René Thomas à l'Indy 500 1914...

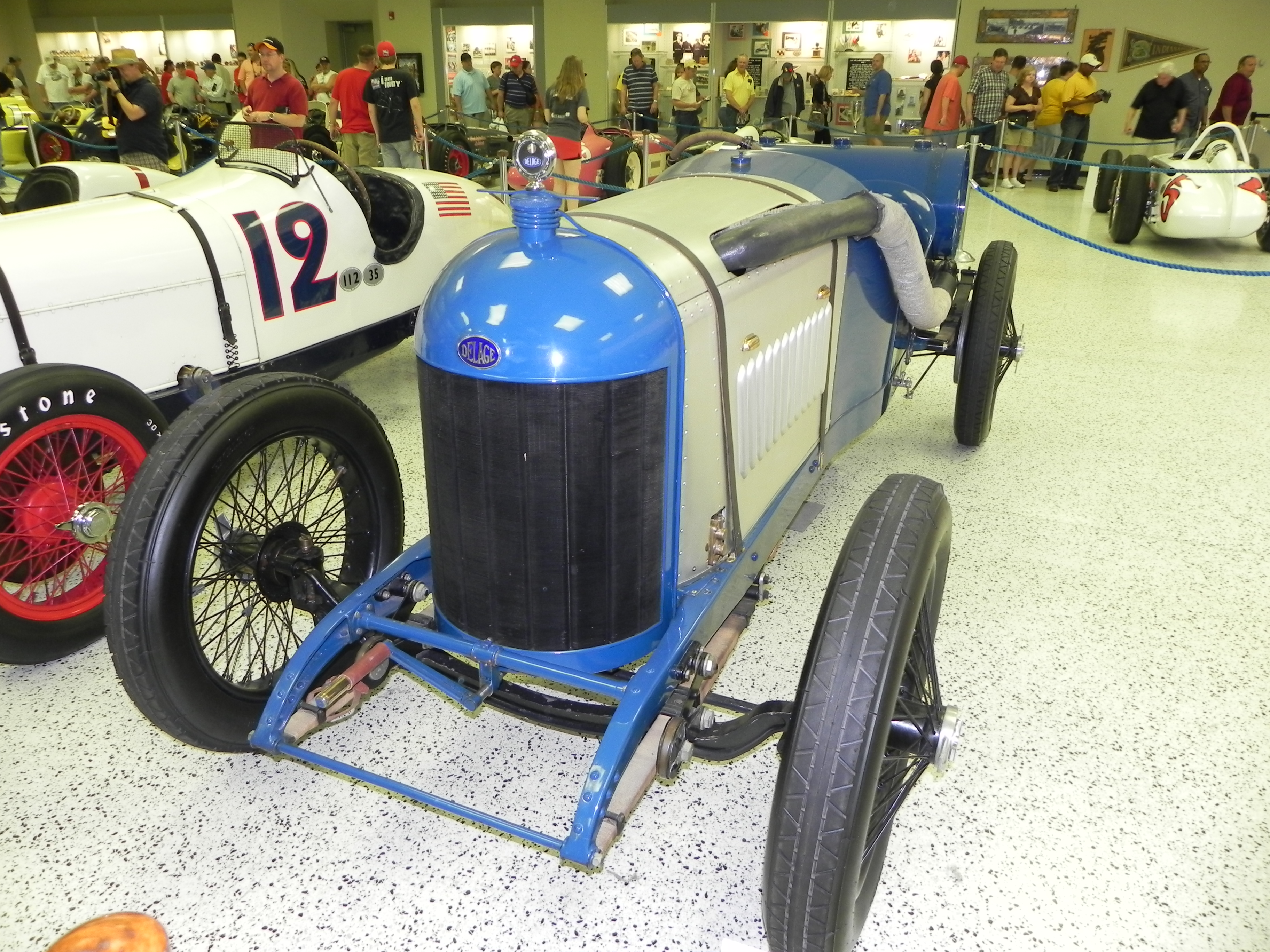
... et sa Delage au Indianapolis Motor Speedway Museum.

En 1908, Albert Guyot remporte le premier Grand Prix de Voiturettes de Dieppe (5e René Thomas), après que la naissante marque Delage, équipée alors d'un moteur De Dion, ait terminé deuxième de la première Coupe des Voiturettes de 1906 à Rambouillet, avec Menart et Lucas (Lucas et Bonnard étant 7e en 1907).
En 1911, les voitures Delage Type X équipée d'une boîte de vitesses à cinq rapports étudiées par l'ingénieur Michelat gagnent la Coupe des Voiturettes de L'Auto, organisée à Boulogne (VIe Coupe des Voiturettes, grâce à Paul Bablot).
En 1913, la nouvelle Type Y à quatre soupapes par cylindre va remporter le Grand Prix de l'ACO au Mans avec Bablot, ce dernier étant quatrième devant Guyot la même année du Grand Prix de l'A.C.F., et en 1914 les 500 miles d'Indianapolis aux États-Unis avec Thomas (3e Guyot - véhicules privés engagés dans l'épreuve contre l'avis de Louis Delage).
Deux ans plus tard Barney Oldfield lui-même sera encore cinquième, grâce à la marque française, alors que Jules Devigne (en) accomplit quant à lui une saison complète aux États-Unis en championnat AAA (2e à Sheepshead Bay en mai).
En 1914 encore, Louis Delâge accentue son orientation sur la compétition en créant la perfectionnée type S à double arbre à cames en tête pour le Grand Prix de Lyon, et s'oriente vers la voiture de luxe avec des véhicules équipés de moteurs à 6 cylindres, d'une grande classe.
En 1923 la marque est troisième du Grand Prix de Guipuscoa Sport, puis elle obtient trois podiums successifs au Grand Prix du Maroc entre 1925 et 1927.
En 1925, la marque remporte avec sa 2LCV V12 les Grand Prix de l'A.C.F. (de France) (avec Robert Benoist et Albert Divo) et de Saint-Sébastien (avec Albert Divo et André Morel).
Elle gagne aussi le GP du Maroc avec le Comte de Vaugelas, et la course de Gjersjoen sur neige et glace en Norvège -devant près de 1 500 autres concurrents- dans un fjord gelé avec Benoist. Deux ans plus, tard Robert Benoist remporte de nouveau le Grand Prix de l'A.C.F.. Entretemps -en 1926- le Grand Prix de Grande-Bretagne revient à Robert Sénéchal et Louis Wagner, celui de La Baule à Louis Wagner, le Junior Car Club 200 mile race à l'anglais Henry Segrave, et la Coppa Guindani italienne à Maffei.
1927 est une année faste pour la marque: outre le GP de l'ACF déjà cité, tombent encore dans son escarcelle, les Grand Prix d'Espagne, d'Italie et de Grande-Bretagne, ce qui permet à Robert Benoist de gagner quatre des cinq épreuves inscrites au championnat et d'être sacré Champion du monde avec la Delage 155B (officieusement, le titre mondial revenant en fait au constructeur), après avoir aussi remporté le Grand Prix de l'Ouverture en France, hors championnat (en 1928.
L'anglais Malcolm Campbell remporte le Grand Prix de Boulogne.
L'Argentin Juan Malcolm s'impose aussi aux 500 miles de Rafaela dans son pays. Louis Chiron est encore septième lors des 500 miles d'Indianapolis 1929, après treize ans d'absence de la marque.
En 1930. Robert Sénéchal s'impose avec la 23CV au deuxième Critérium International de Voitures de Séries, en préambule aux 6 Heures des Routes Pavées.
En 1932. Son compatriote John Cobb gagne le British Empire Trophy. En 1933 le Portugais Mário Ferreira s'impose sur le Circuito da Boavista, et en 1936 à la suite de deux saisons sans succès Dick Seaman gagne la Junior Car Club 200 mile race, huit ans après un premier succès de la marque en 1928 (avec Malcolm Campbell).
En 1937 le Grand Prix du Campbell Trophy revient au Prince Bira de Thaïlande. Ce sera le dernier acquis avant-guerre, car en 1947 Maurice Varet emportera encore le Challenges AGACI, un autre Grand Prix.
Juste avant-guerre toujours, Louis Gérard (pilote maison jusqu'en 1950) gagne la dernière édition organisée alors du RAC Tourist Trophy en 1938.
En 1947, Felice Bonetto gagne encore en championnat d'Italie Sport à Florence, puis en 1948 Henri Louveau remporte la Coupe du Salon, sur D6-3L, après avoir été deuxième des 12 Heures de Paris.

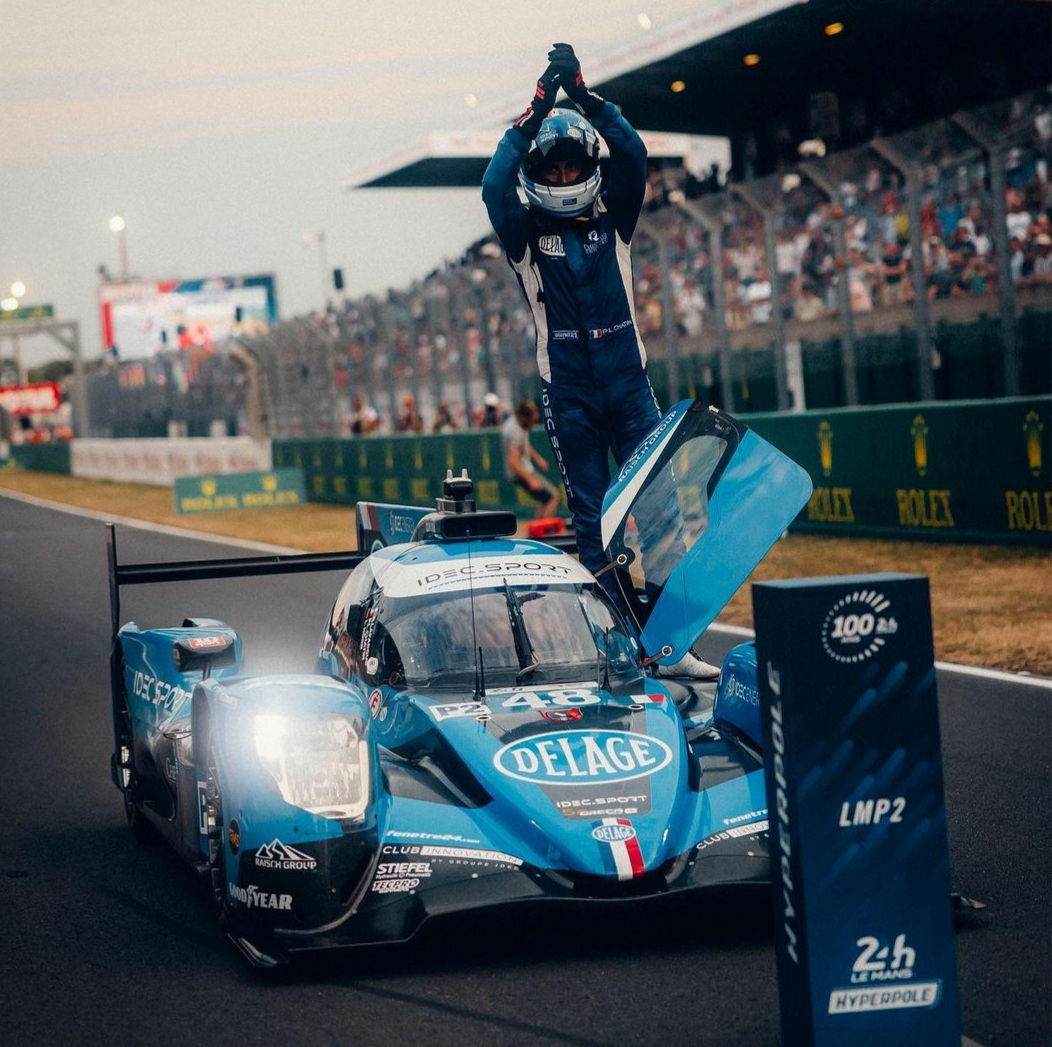
La LMP2 Idec Sport - Delage et son pilote, Paul-Loup Chatin, qui vient d'établir la pole position LMP2 des 24 Heures du Mans 2023.

En 1949, Louveau toujours avec sa D6-3L personnelle, sera  deuxième des 24 Heures du Mans et des 24 Heures de Spa. En 1950, la firme est encore classée deuxième, lors des 12 Heures de Paris en juillet avec la D6-3L de Gérard/de St. Didier, puis elle occupe la même place, lors des Coupes du Salon de Montlhéry avec Louis Gérard en octobre. L'année suivante, Delage obtient un ultime podium (3e) lors du National de Silverstone, avec Vaughan, puis la marque disparait définitivement de toute compétition après 1953.
En 2023, Delage prend part aux 24 Heures du Mans lors du centenaire de la course, en s'associant avec l'écurie IDEC Sport dans l'engagement d'une Oreca 07 portant les couleurs Delage. La voiture réussit à obtenir la pole position dans sa catégorie (LMP2),.

## Quelques modèles à partir de 1905
- AB, AC, AE, AI [16], AK [17], BI, BK, F, GL, H, J, R [18], T, TR, X, Y

## Les véhicules depuis 1916
- CO (début 1916, 20 HP, 6 cylindres, 4 524 cm3)
- DO (été 1920, 15 HP, 4 cylindres, 3 003 cm3)
- GS (printemps 1921, 22 HP, 6 cylindres, 4 524 cm3)
- DE (automne 1921, 11 HP, 4 cylindres, 2 116 cm3)
- 2 LCV (été 1923, 12 cylindres en V de 2 litres)
- DI (été 1923, 11 CV, 4 cylindres, 2 120 cm3)
- DH (fin 1923, 12 cylindres en V de 10,5 litres)
- GL (début 1924, 6 cylindres, 30 CV, 5 954 cm3)
- DI S (printemps 1924, 11 CV, 4 cylindres, 2 120 cm3)
- DI SS (printemps 1924, 11 CV, 4 cylindres, 2 120 cm3)
- DM (début 1926, 17 CV, 6 cylindres, 3 180 cm3)
- DM S (1926, 17 CV, 6 cylindres, 3 180 cm3)
- DM L (1926, 17 CV, 6 cylindres, 3 180 cm3)
- 15 S 8 (été 1926, 8 cylindres de 1 500 cm3)
- DR-70 (printemps 1927, 14 CV, 6 cylindres, 2 516 cm3)
- D8 (automne 1929, 23 CV, 8 cylindres, 4 060 cm3)
- D8 S (automne 1929, 23 CV, 8 cylindres, 4 060 cm3)
- D6 (été 1930, 17 CV, 6 cylindres, 3 045 cm3)
- D6-11 (automne 1932, 11 CV, 6 cylindres de 2 litres)
- D4 (été 1933, 8 CV, 4 cylindres, 1 480 cm3)
- D8-15 (été 1933, 15 CV, 8 cylindres, 2 660 cm3)
- D6-65 (automne 1934, 15 CV, 6 cylindres, 2 678 cm3)
- D8-85 (automne 1934, 20 CV, 8 cylindres, 3 570 cm3)
- DI-12 (automne 1935, 12 CV, 4 cylindres, 2 151 cm3)
- D6-70 (automne 1935, 16 CV, 6 cylindres, 2 729 cm3)
- D8-100 (printemps 1936, 25 CV, 8 cylindres, 4 302 cm3)
- D8-120 (été 1936, 24 CV, 8 cylindres, 4 302 cm3)
- D6-3 litres (printemps 1946, 17 CV, 6 cylindres, 2 984 cm3)
- D12 (2024, 1 000 ch, 12 cylindres, 6 600 cm3, moteur thermique + électrique)

## Galerie

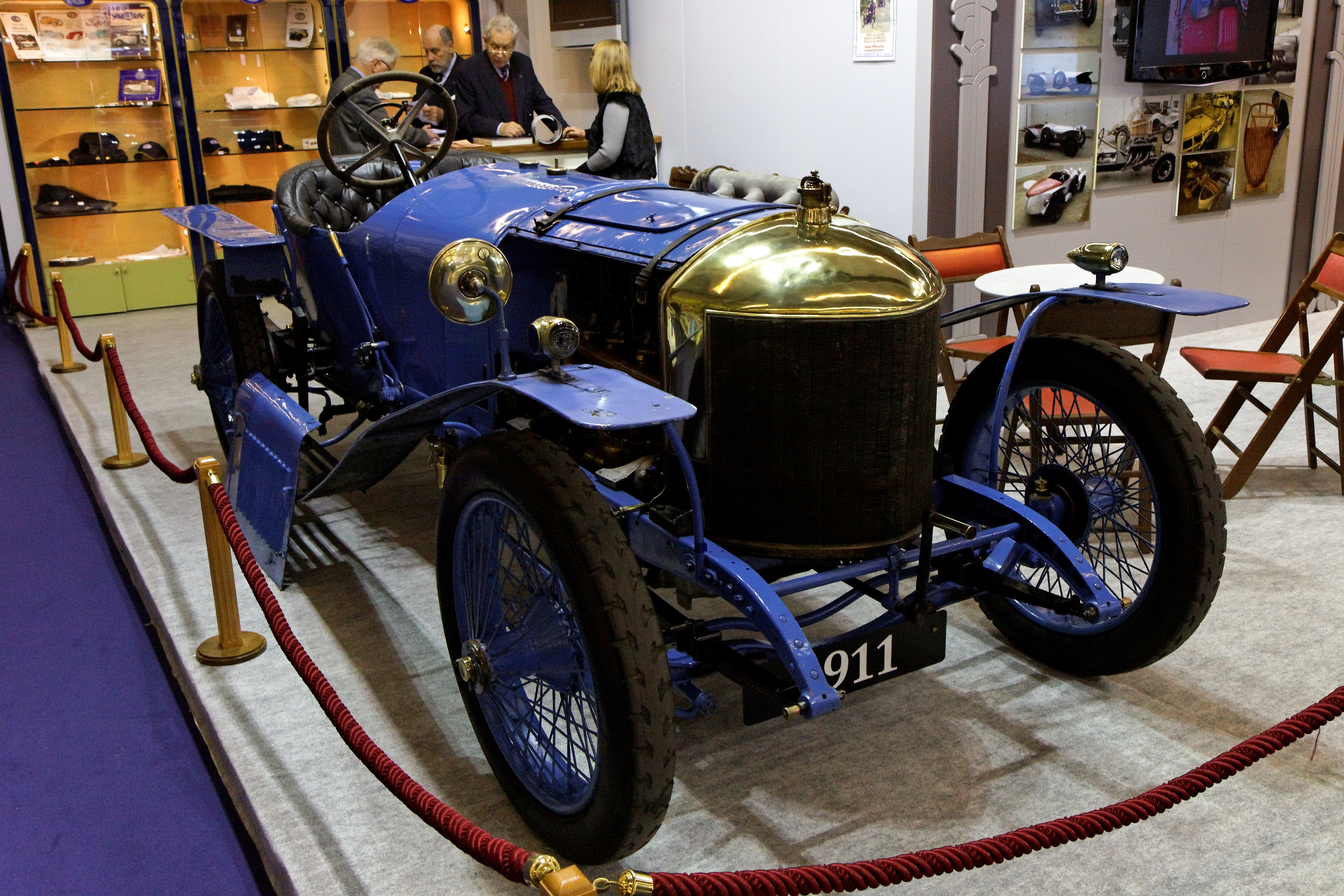
Delage Type X (1911).
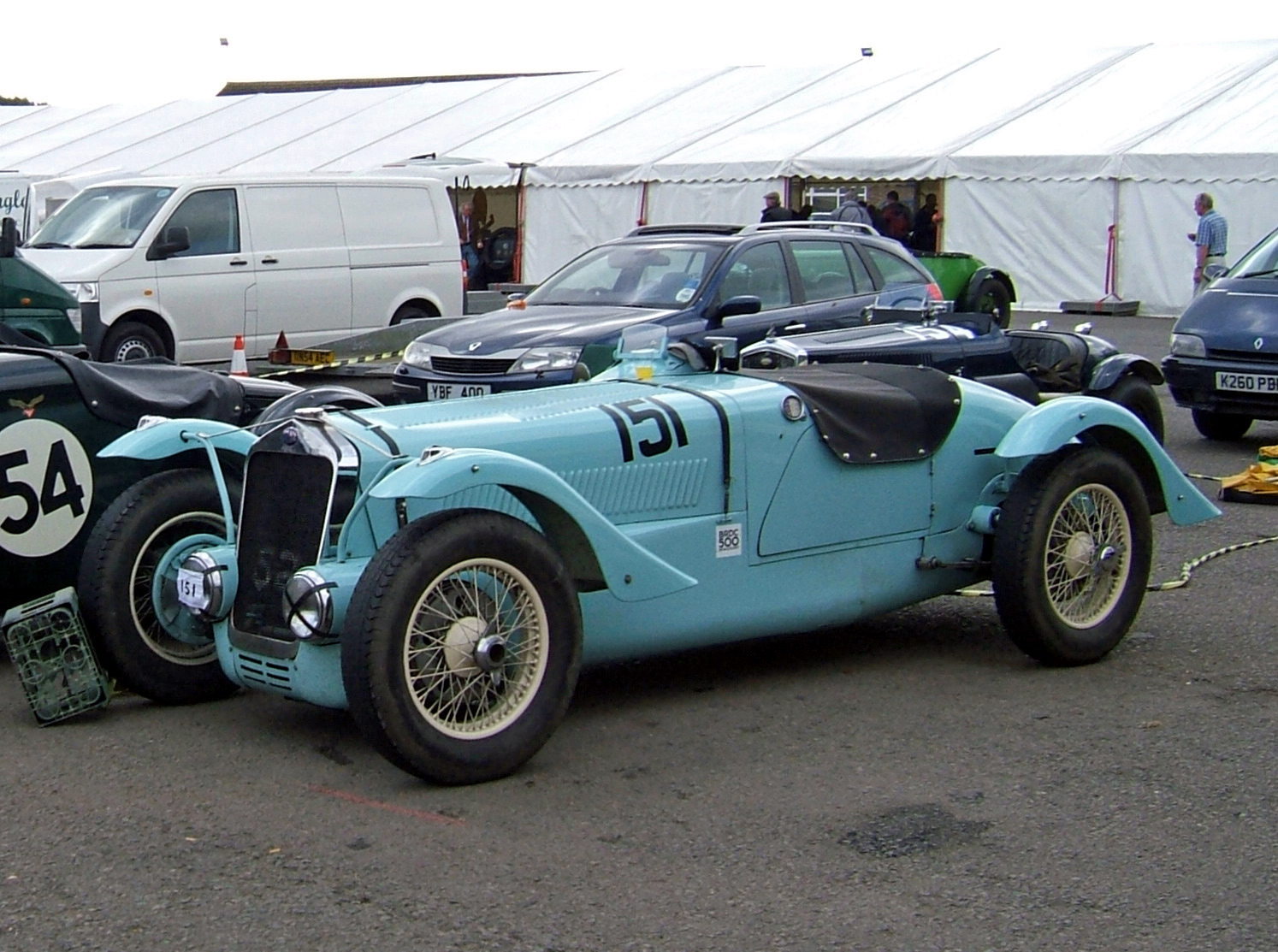
Une Delage TT (Tourist Trophy).
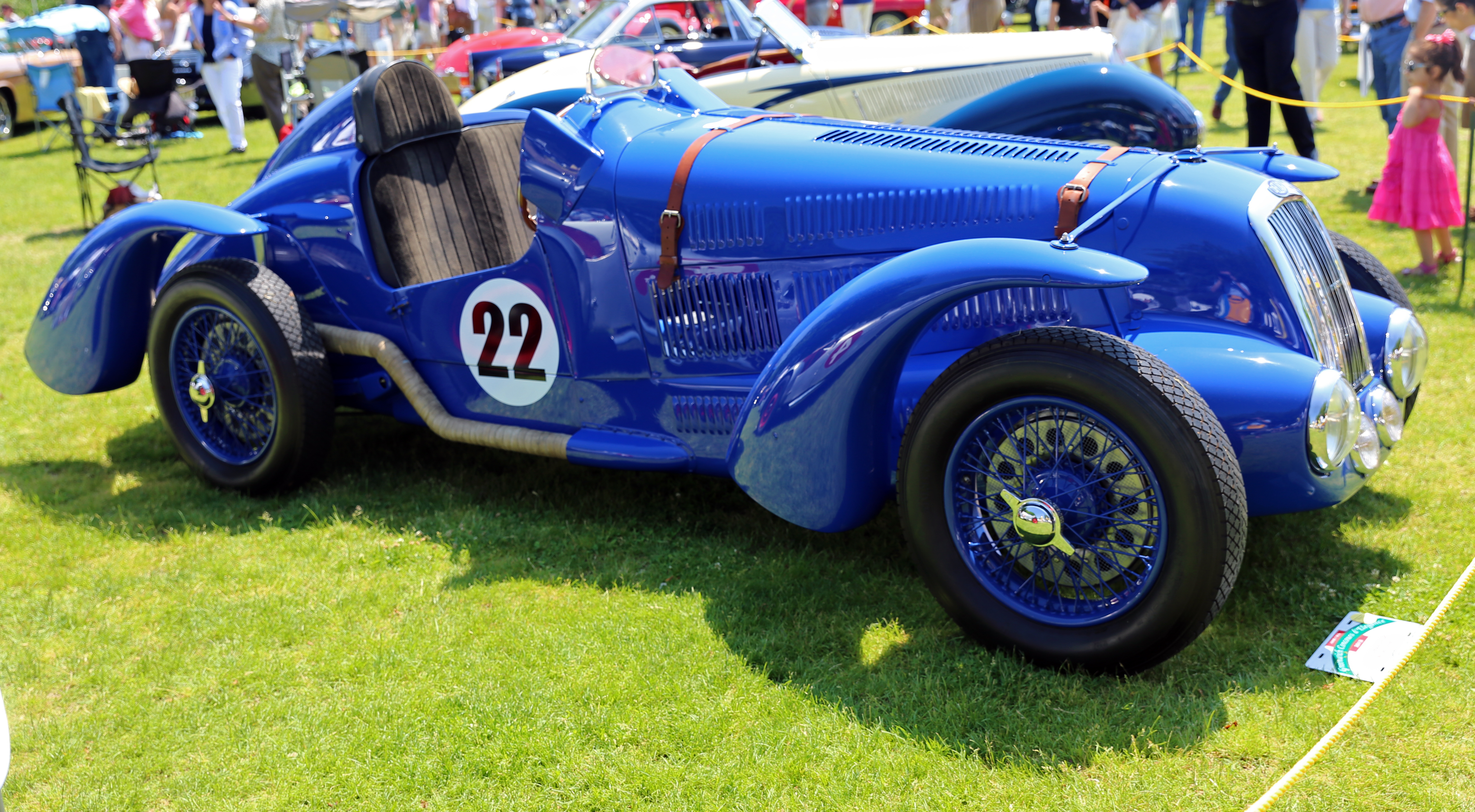
Une Delage D6 Grand Prix avant-guerre (1939).
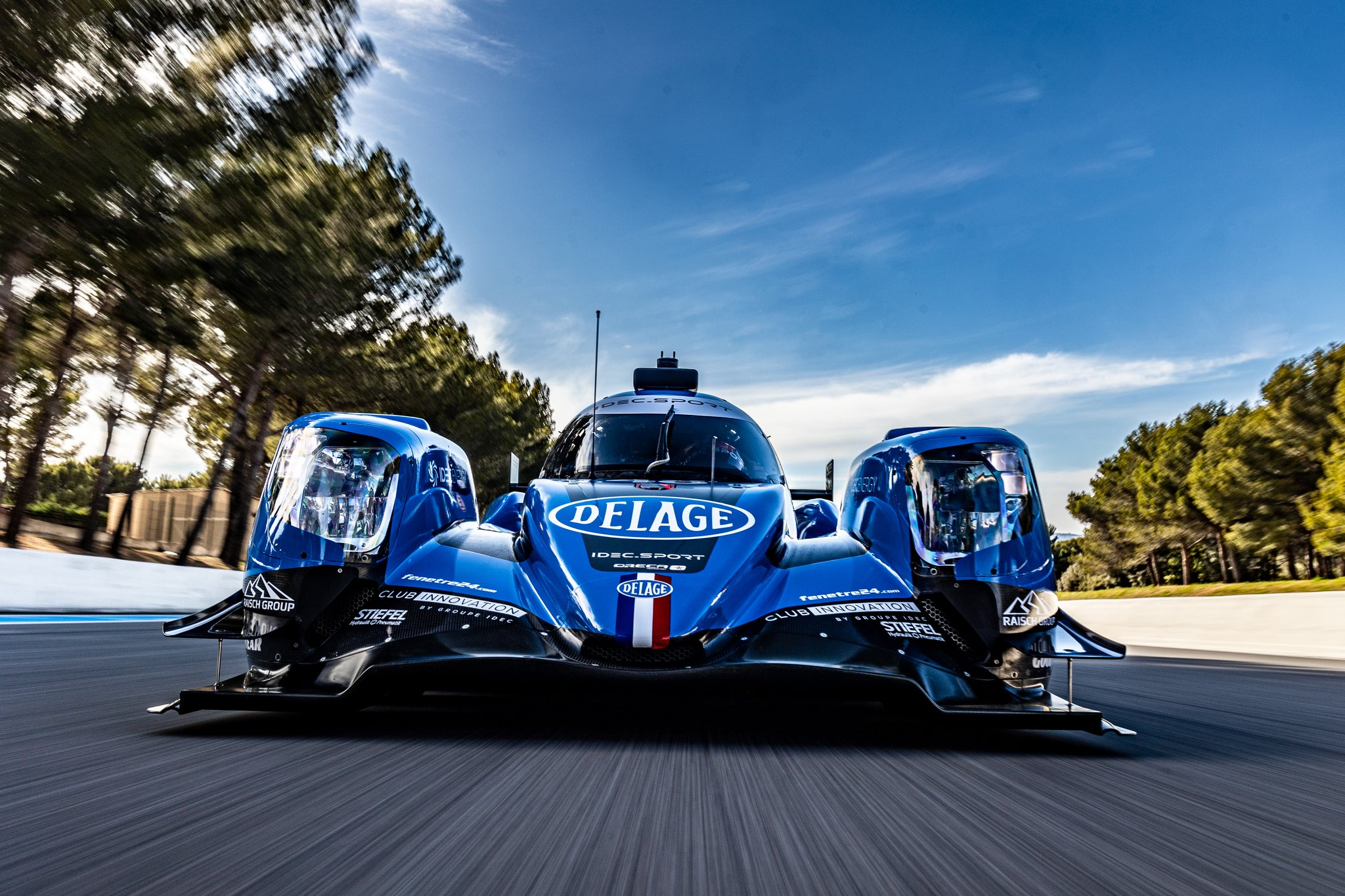
La LMP2 Idec Sport - Delage en action.
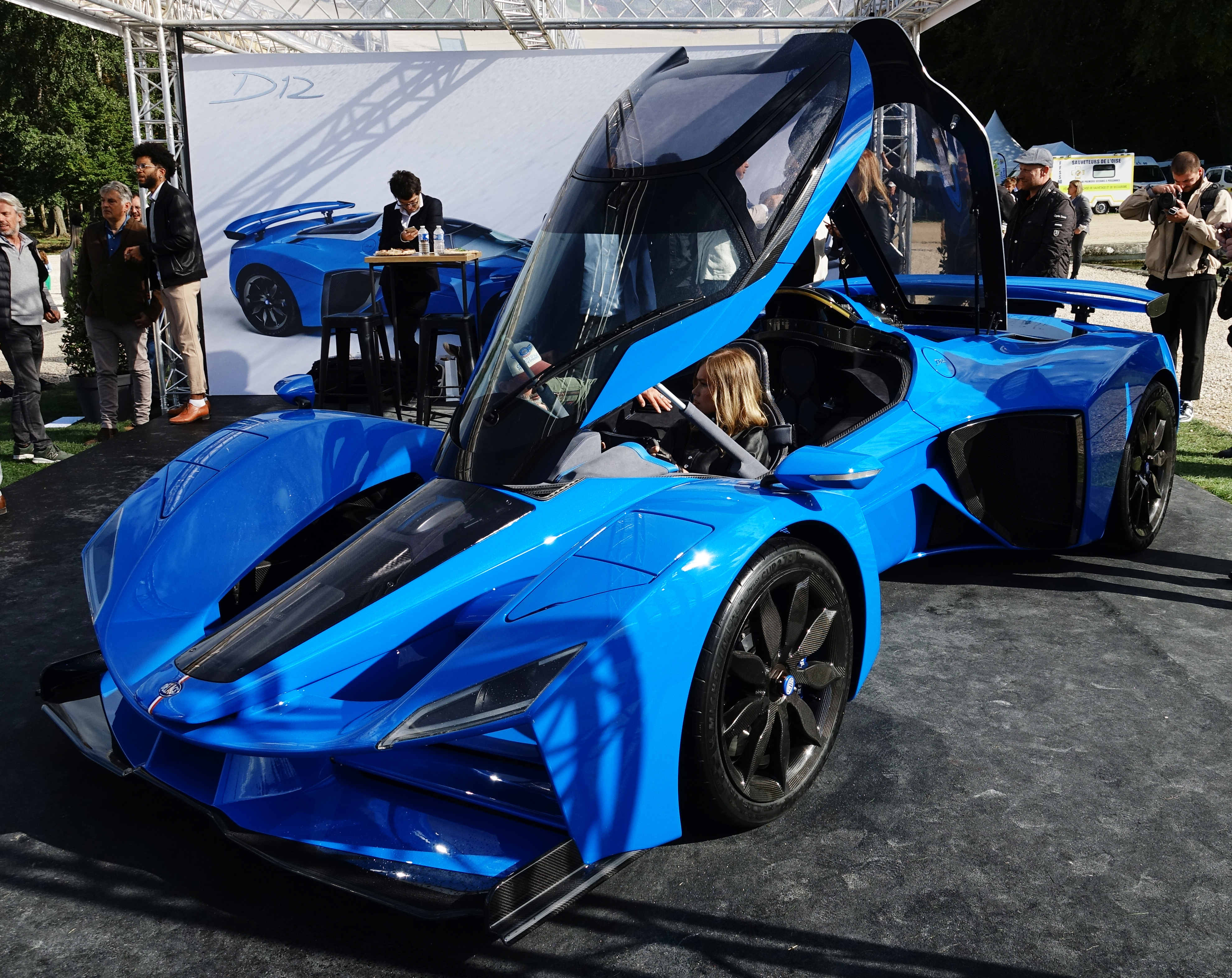
La Delage D12 lors du Concours d'élégance de Chantilly.